# Wes Mutsaars
Wesley "Wes" Mutsaars (Dordrecht, 2 december 1980) is een Nederlands acteur. Hij speelde in diverse films en series, waaronder Het imperium, Prooi en De brief voor Sinterklaas.

## Levensloop
Mutsaars maakte zijn acteerdebuut in de korte film The Godforsaken Kitfu in de rol van Donnie. Hierna speelde hij in verschillende korte films voordat hij de hoofdrol van Menzo Salverda vertolkte in de RTL 8-serie Het imperium.
In oktober 2016 maakte Mutsaars zijn debuut op het witte doek in de speelfilm Prooi van Dick Maas.
Sinds oktober 2019 vertolkt hij de rol van Paco Post in de Sinterklaasfilm-reeks van Lucio Messercola, zo was hij in deze rol onder andere te zien in de films De brief voor Sinterklaas, De Grote Sinterklaasfilm, De Grote Sinterklaasfilm: Trammelant in Spanje en De Grote Sinterklaasfilm: Gespuis in de speelgoedkluis.

## Filmografie

### Film
- 2009: The Godforsaken Kitfu, als Donnie
- 2010: Faith, als dronken automobilist
- 2012: Schuld, als overvaller
- 2013: Tula: The Revolt, als patrouillecommandant
- 2013: Geleden, als F. Buwalda
- 2016: Prooi, als politieagent
- 2019: De brief voor Sinterklaas, als Paco Post
- 2020: Kill Mode, als Declan
- 2020: De Grote Sinterklaasfilm, als Paco Post
- 2021: Crossroads Life, als Kevin
- 2021: De Grote Sinterklaasfilm: Trammelant in Spanje, als Paco Post
- 2022: Deja Vu, als Andrew
- 2022: Boeien!, als Govert
- 2022: De Grote Sinterklaasfilm: Gespuis in de speelgoedkluis, als Paco Post
- 2022: De Kleine Grote Sinterklaasfilm, als Paco Post
- 2022: Totem, als politieagent
- 2023: De Grote Sinterklaasfilm en de strijd om pakjesavond, als Paco Post

### Televisie
- 2013: Het imperium, als Menzo Salverda
- 2015: Jeuk, als klant
- 2017: Het Pepernoot Mysterie, als M1
- 2019: Goede tijden, slechte tijden, als Marcel van Buren